# Syens
Syens é uma comuna da Suíça, situada no distrito de Broye-Vully, no cantão de Vaud. Tem 2,53 km² de área e sua população em 2018 foi estimada em 159 habitantes.